# Shorewood-Tower Hills-Harbert
Shorewood-Tower Hills-Harbert es un lugar designado por el censo ubicado en el condado de Berrien en el estado estadounidense de Míchigan. En el Censo de 2010 tenía una población de 1344 habitantes y una densidad poblacional de 0,11 personas por km².

## Geografía
Shorewood-Tower Hills-Harbert se encuentra ubicado en las coordenadas 41°52′53″N 86°37′5″O / 41.88139, -86.61806. Según la Oficina del Censo de los Estados Unidos, Shorewood-Tower Hills-Harbert tiene una superficie total de 11805.17 km², de la cual 11722.23 km² corresponden a tierra firme y (0.7%) 82.88 km² es agua.

## Demografía
Según el censo de 2010, había 1344 personas residiendo en Shorewood-Tower Hills-Harbert. La densidad de población era de 0,11 hab./km². De los 1344 habitantes, Shorewood-Tower Hills-Harbert estaba compuesto por el 0% blancos, el 0% eran afroamericanos, el 0% eran amerindios, el 0% eran asiáticos, el 0% eran isleños del Pacífico, el 0% eran de otras razas y el 0% pertenecían a dos o más razas. Del total de la población el 0% eran hispanos o latinos de cualquier raza.